# Alf Cock-Clausen
Alfred "Alf" Cock-Clausen (2. marts 1886 i København – 10. juli 1983 i København) var en dansk arkitekt. Han var søn af arkitekten Ludvig Clausen og far til skøjteløberen Per Cock-Clausen og arkitekten Søren Cock-Clausen. Stilistisk befinder hans bygninger sig i overgangsfasen mellem nyklassicisme og funktionalisme, og mange af hans værker udviser stiltræk fra art deco.

## Uddannelse og hverv
Han tog navneforandring til "Cock-Clausen" den 23. juli 1915. Cock-Clausen gik på Teknisk Skole 1904-06, blev optaget på Kunstakademiet i april 1905 og tog afgang som arkitekt i maj 1911. Han vandt den lille guldmedalje 1913 (for Et Theater for den danske Skueplads) og var tegner og konduktør 1905-17 hos Hack Kampmann og senere hos Gotfred Tvede. 1906 modtog han G.F. Hetschs Medaille fra Teknisk Skole for en kunstindustriel opgave.
I 1910 rejste han i Tyskland og efter at have modtaget Akademiets stipendium 1913 var han på rejse i Italien. 1916 modtog han Theophilus Hansens Legat.
Han var arkitekt for De danske Spritfabrikker fra 1916, formand for Foreningen til Hovedstadens Forskønnelse 1926-28, medlem af repræsentantskabet for Landsforeningen Dansk Arbejde fra 1921, medlem af Kunstnersamfundets arkitektsektion fra 1913 og af bestyrelsen for Akademisk Arkitektforening 1917-19, formand for Akademisk Arkitektforening 1930-37 og medlem af bestyrelsen for Foreningen til Gamle Bygningers Bevaring 1930-37 og medlem af Københavns Bygningskommission fra 1940 til 1956. Han modtog æresmedaljen fra Akademisk Arkitektforening 1927, Københavns Kommunes præmie for gode og smukke huse 1920 og 1930 og Gentofte Kommunes præmie 1929.
Stilistisk befinder hans bygninger sig i overgangsfasen mellem nyklassicisme og funktionalisme, og mange af hans værker udviser stiltræk fra art deco. Cock-Clausens udvikling falder således sammen med den almindelige i hans tid; fra den begyndende, undertiden hjemlige, undertiden moderniserede saglighed før 1915 over klassicismen til funktionalismens enklere formgivning. Som særlig typiske eksempler på hans alsidige kunnen kan fremhæves Krogs Fiskerestaurant, Richshuset, De Danske Spritfabrikker i Aalborg, Sankt Therese Kirke, en række villaer og Gutenberghus' bebyggelse ved Vognmagergade.
Han var medlem af præsidiet for Christiansborg Klubben af 1914 1947-72, formand fra 1949, medlem af Comité permanent des congres internationaux des architectes 1930-37 og af Komitéen for Udstillinger i Udlandet 1930-37, ordfører for repræsentantskabet for Danske Arkitekters Landsforbund 1951-54 og Ridder af Dannebrog af 1. grad.
Han udstillede værker på Charlottenborg Forårsudstilling 1912-15, 1918, 1920-28, 1930-31 og 1933, på Charlottenborg Efterårsudstiling 1922 og var administrator for Akademisk Arkitektforenings bygge- og boligudstillinger i Forum 1926 og 1929 samt medlem af komitéen for Danmarks deltagelse i Verdensudstillingen i Bruxelles 1935 og i Paris 1937.
Cock-Clausen blev gift den 9. juni 1911 på Frederiksberg med Ellen Margrethe Tvede (8. september 1886 på Frederiksberg – 28. april 1980 i København), datter af brygger Peter Valdemar Tvede og Anna Andrea Emilie Andersen. Parret er begravet på Vestre Kirkegård.

## Værker
- To villaer i Aalborg (1912)
- Villa, Ehlersvej 29, Hellerup (1919, præmieret)
- Villa, Louis Petersens Vej 1, Rungsted (1923, have af G.N. Brandt)[1]
- Villa, Tuborgvej 76, Hellerup (1928, præmieret)
- Villa, Baunegårdsvej 50, Gentofte (1931)
- Villa, Krathusvej 6, Ordrup (1933)
- Villa, Lindevej 9, Sørup, Fredensborg (1969)
- To villaer, Callisensvej 26 og Parkovsvej 23, Gentofte (1934)
- Hovedbygningerne på Vestergård ved Stubbekøbing (1918) og på Trinderup (1941)
- De kommunale karreer Humlebækgade 39-51, Borups Plads 26-30 m.m. (1923) og Baunehøj Allé 7-13 m.m., København (1929)
- Talrige arbejder for De Danske Spritfabrikker den arkitektoniske udformning af fabrikkkerne i Hobro (1925) og i Aalborg (1929-30), Randers, Slagelse, Roskilde (1941) og København (i samarbejde med Preben Hansen), fabrikkernes forsøgsgårde Frederikshøj ved Aalborg og Jernbjerggaarden ved Slagelse
- Krogs Fiskerestaurant, Gammel Strand 38, København (1915-16)
- Det Classenske Fideikommis' feriekolonier ved Korselitze og Næsgård (1918)
- Femmers Kvindeseminarium, Struenseegade 50 (1922-23) og ombygning af samme til Metropolitanskolen (1938)
- Gutenberghus' bebyggelse i Gothersgade 55 (1926-29, præmieret) og Vognmagergade 7-11 (1935 til 1961)
- En del avlsbygninger, bl.a. kostalden på Basnæs (1926)
- Sct. Michaels Stiftelsen, senere Rygaards Skole, Bernstorffsvej 54, Hellerup (1934-35 og atter 1955, sammen med Søren Cock-Clausen)[2]
- Den katolske Sankt Therese Kirke på Bernstorffsvej 56, Hellerup (1934-35)
- Richshuset, Rådhuspladsen 16, København (1934-36)
- Grindstedværkets kontor- og laboratoriebygning, Jens Baggesens Vej, Århus (1949-51)
- Københavns Vognmandslaugs alderdomshjem i Brønshøj
- De Danske Sprængstoffabrikker i Jyderup, nu Statsfængslet i Jyderup
- Dansk-Fransk Dampskibsselskabs bygning
- Den Københavnske Søassuranceforening i København
- De Private Assurandørers bygning i København

### Restaureringer og ombygningsarbejder
- Ombygning af Dansk Esso (Prins Wilhelms Palæ), Sankt Annæ Plads 13, København
- Overførstergården, Jægersborg Allé 139 (1932-33)
- Restaurering og ombygning af hovedbygningen på Gerdrup, Sørup, Skovsgård, Frederikslund, Estruplund, Lyngbygård, Havslunde, Hindsgavl, Basnæs (1935) og Vindbyholt

### Projekter
- Skovpavillonen i Korsør Skov (1911, præmieret)
- Domhus i Kolding (1918, sammen med Claudius Hansen, præmieret)

### Monumenter og dekorative arbejder
- Snapseflaske for De Danske Spritfabrikker (1927)
- Den arkitektoniske opbygning (og ideen) til Cimbrertyren i Aalborg (1937, sammen med Anders Bundgaard)
- Forslag til en H.C. Andersen mindealle foran digterens statue i Kongens Have (1937)
- Desuden møbler, gravmæler mm.